# Leon Richardson
Leonard „Leon“ Richardson (geb. 12. Februar 1957) ist ein ehemaliger antiguanischer Radrennfahrer.
Er trat bei den Olympischen Sommerspielen 1984 in Los Angeles an. Im Sprint schied er nach den Vorläufen aus; das 1000 m Zeitfahren beendete er nicht.